# Janirella glabra
Janirella glabra is een pissebed uit de familie Janirellidae. De wetenschappelijke naam van de soort is voor het eerst geldig gepubliceerd in 1911 door Richardson.